# 風雨
風雨（ふうう）とは、風と雨とを指す語。雨風（あめかぜ）とおよそ同義であるが、日本の気象としても使われる前者、使われない後者という違いはある。また後者は、「雨まじりの風」という、風を主体とした意味で用いられることもある。

## 概要
第1義に「風と雨からなる気象現象」を意味し、「風雨注意報」などというように、気象用語としてはもっぱらこれを指す。しかし、一般用語としては、「風雨にさらす」（後述）という表現が含意するように「風」と「雨」という別個の気象現象を組み合わせた語としても用いられる。
「極めて強い風をともなって降る雨」を指しては「暴風雨（ぼうふうう）」という語があるほか、類義語に「嵐」がある。ただし、雨を主体とする「暴風雨」に対して、「強い雨をともなう暴風」である「嵐」は風が主体であり、その意味ではいささか遠い。「台風の発生時期以外で発生した台風並みの気象」、「台風の発生時期以外で発生した、（気象庁が定義するところの）暴風をともなう雨」を、日本では「台風並みの暴風雨」などと表現する。

## 関連する事物
- 暴風雨の神 ：古代インドの暴風の神とされるルドラやマルト神群は、正確には「暴風雨の神」であり、しばしば見られる「風の神」「暴風神」とする解説は「雨」が抜け落ちている。
- 曝、曝す（さらす） ：風・雨、太陽光などに当たるままにしておくこと。なお、「被曝」という語にも「放射線や有害化学物質に当たるままにしておく」含意がある。
- 風雨にさらす（風雨に曝す） ：風雨を避ける物がない所に置くことで、「雨風にさらす」とも言う。
- 風化 ：風雨にさらされるなどした結果の一つ。
- 風雨をしのぐ（風雨を凌ぐ） ：風雨にさらされる状況から逃れることで、「雨風をしのぐ」と言うことが多い。転じて、「かろうじて生きてゆける程度の暮らしぶり」に対してもこの語が用いられる。
- 花流しの風雨 ：日本では桜の花見の時期に吹き荒れるとりわけ強い風や風雨を、せっかく咲いている花を散らしてしまうことをもって、「花流し」と形容する。風雨の場合は「花流しの雨」と言うことが多く、また誤用だが「花散らしの風雨」という表現も見られる。ただし、本来、花散らしは桜の季節に夜中男女が宴会を催す事を意味するため、意味が異なる。